# بخش واتالا
بخش واتالا (به لاتین: Wattala Divisional Secretariat) یک منطقهٔ مسکونی در سری‌لانکا است که در ناحیه گامپاها واقع شده‌است.